# Satavahanadynastie
De Sātavāhanadynastie, Sātavāhana's (Sanskriet: सातवाहन, Sātavāhana), Sātakarnī's, Andhrabhritya's of Andhra's waren een koninklijke dynastie die rond het begin van de christelijke jaartelling vanuit een gebied in het oosten van het tegenwoordige Andhra Pradesh een groot deel van centraal India bestuurde.
De oudste vermeldingen over de Sātavāhana's komen uit de 3e eeuw v.Chr.. In die tijd waren ze lokale bestuurders in het rijk van de Maurya's. Toen dit rijk uiteen viel werden ze zelfstandig. Tot rond het jaar 200 n.Chr. bestuurden ze een gebied dat de huidige staten Andhra Pradesh, Maharashtra, het noorden van Karnataka en delen van Madhya Pradesh besloeg.
De Sātavāhanakoningen regeerden niet allemaal vanuit dezelfde hoofdstad. De belangrijkste centra van het rijk waren Dhanyakataka (tegenwoordig Dharanikota) nabij Amaravathi; Nagarjunakonda in de delta van de rivieren Krishna en Godavari; Pratishthana in Maharashtra en Junnar in de buurt van Poona (westen van Maharashtra).

## Geschiedenis

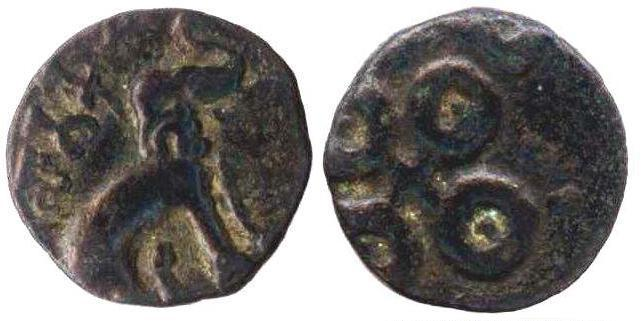
Munt uit het eerste deel van de regeringsperiode van koning Sātakarnī I, eerste helft van de 2e eeuw v.Chr.

De ambassadeur van de hellenistische koning Seleucus I aan het hof van de Maurya's, Megasthenes, noemde de Sātavāhana's Andarae. Hij meldde dat ze de Mauryakeizer 100.000 krijgslieden, 2000 ruiters en 1000 krijgsolifanten leverden en 30 versterkte steden hadden. Mauryakeizer Asoka beweerde het boeddhisme onder de Sātavāhana's te hebben verspreid. Na de dood van Asoka in 232 v.Chr. nam de invloed van de Maurya's af en in deze periode werden de Sātavāhana's onafhankelijk.
Het meest complete overzicht over de Sātavāhanaheersers komt uit de Matsya Purana, waarin 30 koningen genoemd worden. De meeste van deze heersers zijn ook bekend van munten. De eerste Sātavāhanakoning, Simuka, regeerde tot 207 v.Chr. een gebied dat het huidige Maharashtra, delen van Madhya Pradesh en Malwa besloeg. Hij werd opgevolgd door zijn broer, Kanha of Krishna (207-189 v.Chr.), die het rijk verder naar het zuiden en westen uitbreidde.
Koning Sātakarnī I, die van 180 tot 124 v.Chr. geregeerd zou hebben, breidde het rijk verder uit naar het noorden. Hij veroverde in Malwa gebied op de Shunga's, de opvolgers van de Maurya's die over Magadha in de Gangesvlakte heersten. Hij verdreef de Shaka's uit Pataliputra en voegde deze stad toe aan zijn rijk. Ook voerde hij oorlog met Kharavela, de koning van Kalinga (ongeveer het tegenwoordige Odisha). In de Hatigumpha-inscriptie wordt Sātakarnī door Kharavela genoemd. Volgens de Yuga Purana zou Sātakarnī na de dood van Kharavela Kalinga onderworpen hebben. Als koning voerde hij heilige vedische riten uit, zoals het paardenoffer (ashwamedha).
Tussen 75-35 v.Chr. werden de Sātavāhana's onderworpen door de Kanva's, de opvolgers van de Shunga's in Magadha. De Sātavāhanakoningen uit die tijd waren vazallen van de Kanva's. De Sātavāhana's werden opnieuw onafhankelijk door de laatste Kanvavorst Susarman te verslaan. Waarschijnlijk was de overwinnaar Pulomavi, die tussen 30 en 6 v.Chr. vanuit Pataliputra zou hebben geregeerd. In de tijd van koning Hāla (24 - 20 n.Chr.) beheerste het Sātavāhanarijk weer grote delen van centraal India. Hāla is verder bekend als auteur van de Gāthā Saptashatī, een bundel gedichten, en stuurde een expeditie naar Sri Lanka.
Terwijl centraal India onder de Sātavāhana's een periode van vrede onderging, was het noorden doelwit van talrijke invasies uit Centraal-Azië. De invallers, die door de Indiërs Shaka's (Indo-Scythen) en Pahlava's (Indo-Parthen) genoemd werden, vielen het ook het huidige Gujarat binnen, waar ze het rijk van de Westelijke Satrapen stichtten. Onder koning Nahapana veroverden de Westelijke Satrapen tussen 41 en 46 n.Chr. grote delen van het Sātavāhanarijk, waaronder de Konkan en Malwa rondom de stad Ujjain. De Sātavāhanakoning Gautamiputra Satakarni (78 - 106 n.Chr.) wist een groot deel van het verloren gegane gebied terug te winnen. Deze koning was verder een aanhanger van het boeddhisme en voerde de shalivahanajaartelling in, die tegenwoordig nog steeds in delen van India gebruikt wordt. Hij was de eerste vorst van een inheemse dynastie in India die zijn beeltenis op munten liet slaan, in navolging van de Westelijke Satrapen, die dit weer van de Indo-Grieken afgekeken hadden.

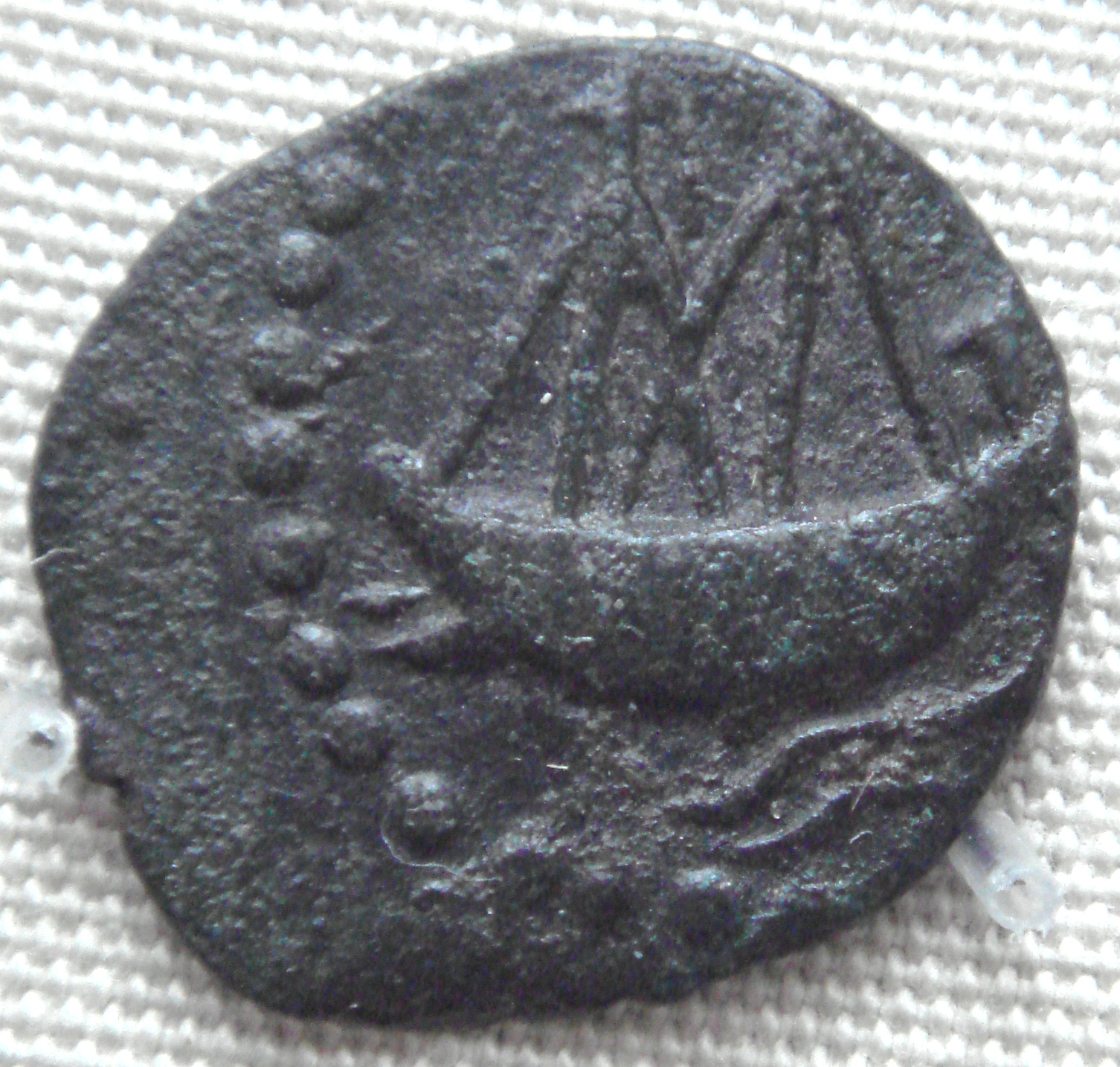
Een loden munt van Vasishthiputra Pulumavi met de beeltenis van een schip, waarmee het belang van de maritieme handel duidelijk wordt

Gautamiputra Satakarni's militaire successen waren kort van duur. Zijn zoon Vashishtiputra Sātakarni (regeerde rond 130-160 n.Chr.) was na een nederlaag tegen de Westelijke Satrapenkoning Rudradaman I gedwongen diens dochter te trouwen. Dit weerhield Rudradaman er niet van nogmaals oorlog tegen de Sātavāhana's te voeren en Vashishtiputra Sātakarni nogmaals te verslaan. Zijn leven werd slechts vanwege de familieband gespaard. Door deze nederlaag kregen de Westelijke Satrapen de Konkan en Malwa opnieuw in hun macht, terwijl Vashishtiputra Sātakarni's rijk slonk tot de centrale Deccan en de Oost-Ghats. Onder koning Yajna Satakarni (167 - 196 n.Chr.) wisten de Sātavāhana's weer delen van het verloren gebied terug te veroveren op de Westelijke Satrapen. Mogelijk wist Yajna Satakarni ook een deel van Saurashtra te veroveren, omdat zijn munten daar gevonden zijn.

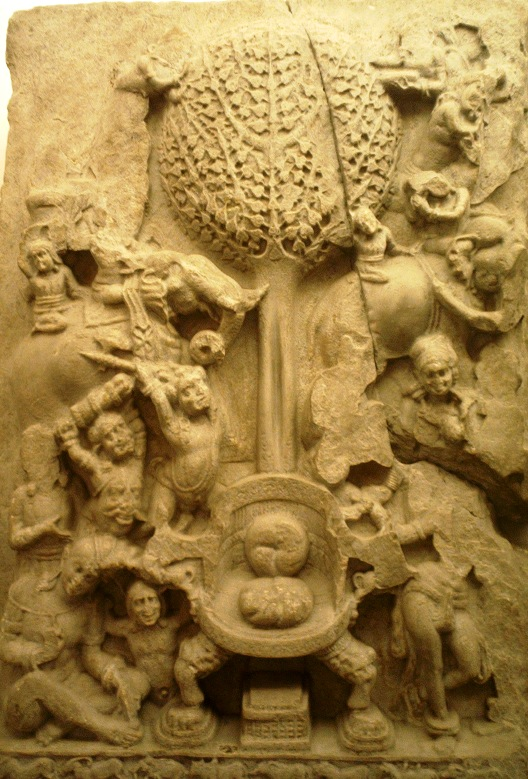
Stèle die de aanval van de demon Mara op de boeddha voorstelt, Amaravathi, 2e eeuw n.Chr.

Na Yajna Satakarni zijn nog vier Sātavāhanakoningen bekend, maar aan het begin van de 3e eeuw viel het rijk uiteen in elkaar bevechtende staatjes. De noordelijke en westelijke gebieden kwamen definitief onder het gezag van de Westelijke Satrapen te staan. In het oosten kwam rond het jaar 230 de Andhra Ikshvakudynastie aan de macht. In het zuiden zou aan de verdeeldheid pas met de opkomst van de Pallava's rond 275 n.Chr. een einde komen.

## Kunst

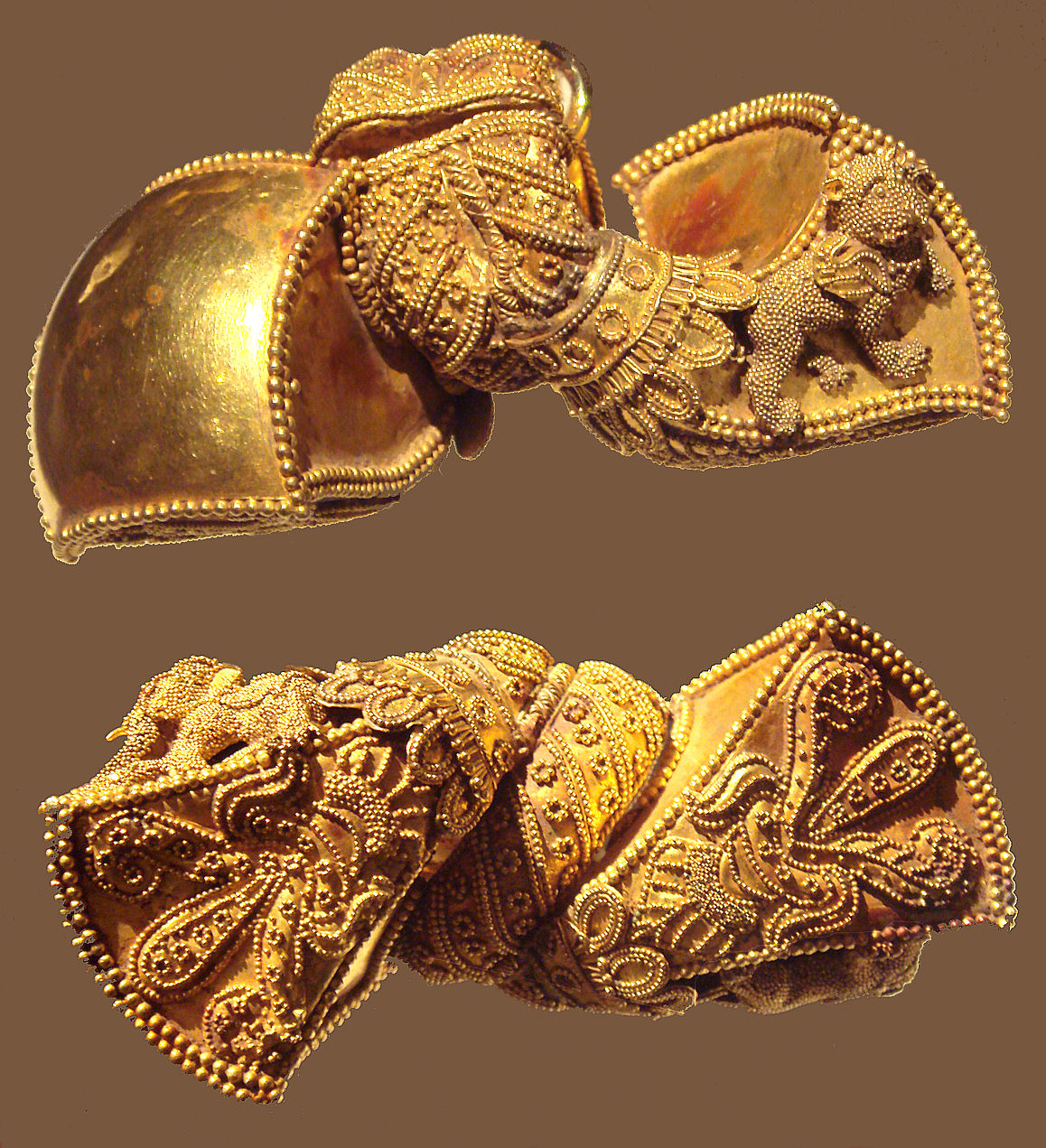
Koninklijke gouden haarbanden uit Andhra, 1e eeuw v.Chr., Metropolitan Museum of Art.

Met name de latere Sātavāhana's waren beschermers van het Mahayana-boeddhisme. Op verschillende plekken in hun rijk lieten ze boeddhistische monumenten, tempels, kloosters en stoepa's bouwen. Voorbeelden zijn de stoepa's van Amaravathi en Sanchi. Ook andere religieuze stromingen werden echter gestimuleerd, zoals jainisme, brahmanisme en shaivisme. Sommige vorsten voerden zowel boeddhistische als hindoeïstische riten uit.
De boeddhistische kunst van de Sātavāhana's was aniconisch, wat wil zeggen dat de boeddha zelf nooit wordt afgebeeld. De stoepa van Amaravathi was in de 2e eeuw bekleed met marmeren platen, waarin scènes uit het leven van de boeddha waren uitgehakt.
In de 2e eeuw liet koning Yajna Satakarni munten met afbeeldingen van schepen slaan, wat erop wijst dat het rijk een belangrijke zeemacht was. Door de handel met Zuidoost-Azië heeft het rijk invloed gehad op de kunst en wetenschap van dat werelddeel.